# Ludwig Eichrodt
Ludwig Eichrodt (Durlach, Karlsruhe, 2 febrero de 1827-Lahr, 2 febrero de 1892) fue un poeta satírico alemán del siglo XIX.

## Biografía y trayectoria literaria
Ludwig Eichrodt nació el 2 de febrero de 1827 en Durlach: era hijo de Ludwig Friedrich Eichrodt (1798-1844) (Ministro del Interior) y Elisabeth Joos (1809-1891). Desde 1845 estudió Jurisprudencia, Filosofía e Historia en Heidelberg y Friburgo, y posteriormente residió como funcionario judicial en diversos lugares, hasta que en 1871 fue nombrado juez de distrito en Lahr. Falleció el 2 de febrero de 1892 en dicha localidad, a los 65 años de edad. Su tumba se encuentra en el antiguo cementerio de la Colegiata de Lahr.
Junto con su compañero de estudios Adolf Kußmaul, inventó el personaje arquetípico del suabo Dorflehrers Gottlieb Biedermeier, un hombre cuya existencia transcurría "en su pequeña habitación, su estrecho jardín, cubierto de antiestéticas manchas y con el miserable destino de un pobre maestro de escuela que vivía feliz". Tiempo después, este personaje dio nombre a una corriente artística y literaria alemana de la primera mitad del siglo XIX.
En sus años de escuela, Eichrodt trabó amistad con Viktor von Scheffel, la cual continuó hasta el final de sus días. También mantuvo una prolífica correspondencia con el escritor Theodor Storm, que trabajaba como juez al igual que él. Asimismo, cabe mencionar que Eichrodt se afilió a una Burschenschaft durante sus tiempos de estudiante universitario.

## Obras
De entre sus obras literarias (algunas de las cuales fueron publicadas bajo el seudónimo de Rudolf Rodt) destacan las siguientes: 
- Poemas de todo tipo de Humor. Stuttgart, 1853
- Schneiderbüchlein. Stuttgart 1853 (anónimo en colaboración con H. Goll)
- Vida y Amor. Frankfurt 1856 (poemas)
- El Palatine. Lahr 1859 (poema dramático)
- Deutsche Knabenbuch. FWeltruhm in Reimsprüchen. Lahr, 1865 (ilustrado por Schrödter y Camphausen)
- Alboin. Bühl 1865 (poema dramático)
- Rhein-schwäbisch. Karlsruhe, 1869, 2. Ed. 1873 (poemas en dialecto mittelbadischer)
- Lyrischer Kehraus. Estrasburgo, 1869
- Lírica caricaturesca. Estrasburgo, 1869 (antología)
- Biedermeiers Liederlust. Estrasburgo, 1870
- Melodías. Stuttgart 1875 (canciones)
- Hortus deliciarum. Lahr 1876-80, 6 piezas (antología humorística)
- Oro. Antología de la poesía alemana. Leipzig, 1882